# Llista de les erupcions volcàniques més grans

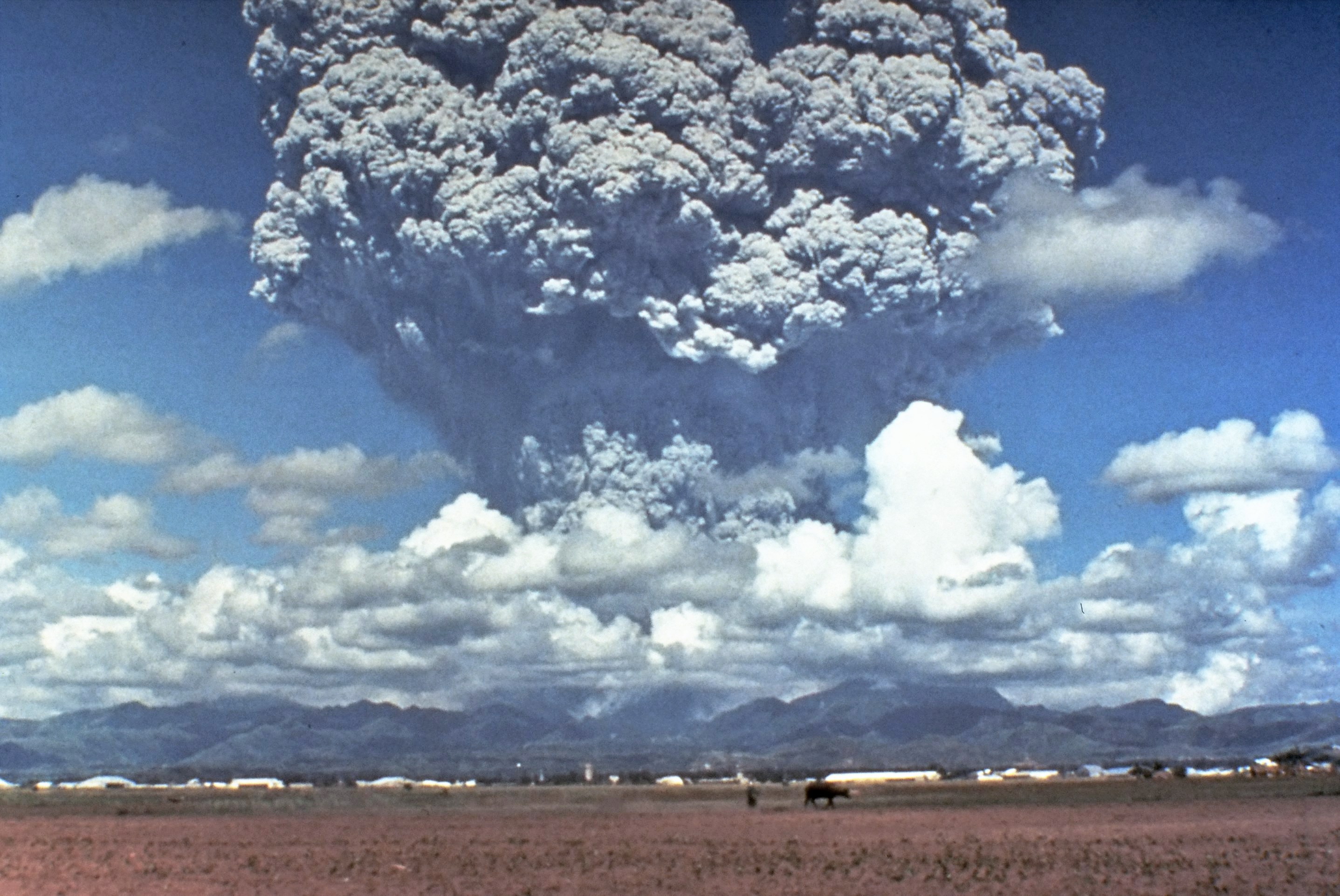
L'erupció de 1991 del mont Pinatubo és la més gran d'ençà el 1912.

En una erupció vulcaniana, lava, tefra (bombes volcàniques, lapil·li i cendra) i diversos tipus de gasos són expulsats des de la cambra magmàtica d'un volcà. Mentre que moltes erupcions només representen danys per a la zona immediatament veïna, les grans erupcions que tenen lloc al planeta poden produir impactes importants a nivell regional o àdhuc global, fins i tot poden afectar el clima o a esdeveniments d'extinció massiva. Les erupcions vulcanianes es poden caracteritzar en diversos tipus generals: erupcions explosives, ejeccions sobtades de roca i cendra, o erupcions efusives, alliberaments relativament tranquils de lava.
Totes les erupcions que s'indiquen en aquest article han produït almenys 1000 km3 de lava i tefra, en el cas de les erupcions explosives, això correspon a un índex d'explosivitat volcànica (o IEV) de 8. Són almenys més de 1000 vegades més grans que l'erupció del mont Santa Helena el 1980 que només alliberà 1 km3 de material, i almenys sis vegades més grans que l'erupció de 1815 del mont Tambora, l'erupció més gran de la història recent, que va produir 160 km3 de dipòsits volcànics.
Probablement durant la història del planeta s'han produït nombroses erupcions de mides que excedeixen les indicades en aquestes llistes. Tanmateix, a causa de l'erosió i la tectònica de plaques no n'ha quedat prou evidència perquè els geòlegs puguin determinar-ne la magnitud. Fins i tot en el cas de les erupcions que s'indiquen en aquesta secció les estimacions dels volums expulsats tenen incerteses importants.

## Erupcions explosives
Les erupcions explosives es caracteritzen en què l'erupció del magma està impulsada per un ràpid alliberament de pressió, sovint involucrant l'explosió de gas que es trobava dissolt en el material. Les erupcions més famoses i destructives de la història són principalment d'aquest tipus. Una fase eruptiva pot consistir en una única erupció, o una successió d'erupcions que ocorren al llarg de diversos dies, setmanes o mesos. Les erupcions explosives involucren un magma fèlsic espès altament viscós, amb un gran contingut de substàncies volàtils com vapor d'aigua o diòxid de carboni. El principal producte són els materials piroclàstics, típicament en forma de tova. Erupcions de la mida com la que es va produir al llac Toba fa uns 74.000 anys (2800 km3 o més) tenen lloc en tot el món cada 50.000 a 100.000 anys.
| Volcà—Erupció                                                             | Antiguitat (Ma) | Lloc                                                          | Volum (km³) | Notes | Refs                |
| ------------------------------------------------------------------------- | --------------- | ------------------------------------------------------------- | ----------- | --- | ------------------- |
| Guarapuava —Tamarana—Sarusas                                              | 132             | Paranà i Etendeka traps                                       | 8,600       | | [ 6 ]               |
| Santa Maria—Fria                                                          | ~132            | Paranà i Etendeka traps                                       | 7,800       | | [ 6 ]               |
| Guarapuava —Ventura                                                       | ~132            | Paranà i Etendeka traps                                       | 7,600       | | [ 6 ]               |
| Tova de San Ignimbrita i Green                                            | 29.5            | Iemen                                                         | 6,800       | El volum inclou 5550 km³ de toves distants. Aquesta estimació té una incertesa en un factor dos o tres. | [ 8 ]               |
| Centre volcànic de Goboboseb–Messum unitat de latite de quarç d'Springbok | 132             | Paranà i Etendeka traps, el Brasil i Namíbia                  | 6,340       | | [ 9 ]               |
| Caxias do Sul—Grootberg                                                   | ~132            | Paranà i Etendeka traps                                       | 5,650       | | [ 6 ]               |
| La Garita Caldera—Fish Canyon tuff                                        | 27.8            | San Juan volcanic field, Colorado                             | 5,000       | Normalment considerada la major ejecció de tova volcànica que es coneix amb certesa al planeta. És part d'un conjunt d'almenys 20 grans erupcions formadores de cambres magmàtiques al camp volcànic de San Juan i zona propera que va tenir lloc fafa 25 a 35 Ma. | [ 10 ] [ 11 ]       |
| Jacui—Goboboseb II                                                        | ~132            | Paranà i Etendeka traps                                       | 4,350       | | [ 6 ]               |
| Ourinhos—Khoraseb                                                         | ~132            | Paranà i Etendeka traps                                       | 3,900       | | [ 6 ]               |
| Ignimbrita de Jabal Kura                                                  | 29.6            | Iemen                                                         | 3,800       | L'estimat del volum té un factor d'incertesa 2 a 3. | [ 8 ]               |
| Tova de Windows Butte                                                     | 31.4            | Serralada de William, zona central de Nevada                  | 3,500       | Part de la Mid-Tertiary ignimbrite flare-up | [ 12 ] [ 13 ]       |
| Anita Garibaldi—Beacon                                                    | ~132            | Paranà i Etendeka traps                                       | 3,450       | | [ 6 ]               |
| Complex de cambres magmàtiques d'Indian Peak i tova de Wah Wah Springs    | 29.5            | Zona est de Nevada/oest de Utah                               | 3,200       | El volum total del complex de cambres magmàtiques d'Indian Peak excedeix els 10,000 km cúbics, el bloc de tova més gran és Wah Wah Springs | [ 14 ] [ 15 ]       |
| Ignimbritas de Oxaya                                                      | 19              | Xile                                                          | 3,000       | Una correlació regional de nombroses ignimbrites que inicialment es creia que eren independents | [ 16 ]              |
| Tova de Lund                                                              | 29              | Great Basin, Estats Units                                     | 3,000       | De composició semblant a la tova de Fish Canyon | [ 17 ]              |
| Llac Toba—Youngest Toba Tuff                                              | 0.073           | Arc Sunda, Indonèsia                                          | 2,800       | La major erupció sobre la Terra almenys en els últims 25 milions d'anys, responsable de la teoria de la catàstrofe de Tova, un coll d'ampolla en l'evolució de les espècies humanes                                                                                | [ 18 ]              |
| Cambra de Pacana—Atana ignimbrita                                         | 4               | Xile                                                          | 2,800       | Forma una cambra magmàtica resorgent. | [ 19 ]              |
| Iftar Alkalb—Tephra 4 W                                                   | 29.5            | Afroàrab                                                      | 2,700       | | [ 6 ]               |
| Cambra de Yellowstone—Tova de les muntanyes de Huckleberry                | 2.059           | Yellowstone hotspot                                           | 2,450       | La major erupció de Yellowstone de què es conserva registre | [ 20 ]              |
| Whakamaru                                                                 | 0.254           | Zona volcànica de Taupo, Nova Zelandia                        | 2,000       | La major a l'hemisferi sud en el Quaternari tardà | [ 21 ]              |
| Palmas BRA-21—Wereldsend                                                  | 29.5            | Paranà i Etendeka traps                                       | 1,900       | | [ 6 ]               |
| Tova de Kilgore                                                           | 4.3             | Prop de Kilgore, Idaho                                        | 1,800       | La més recent erupció del camp volcànico de Heise | [ 22 ]              |
| ignimbrita-tefra de Sana 2W63                                             | 29.5            | Afroàrab                                                      | 1,600       | | [ 6 ]               |
| Erupcions de Millbrig—Bentonites                                          | 454             | Anglaterra, exposada al nord d'Europa i est dels Estats Units | 1,509       | Una de les més antigues grans erupcions que es conserven | [ 7 ] [ 23 ] [ 24 ] |
| Toba de Blacktail                                                         | 6.5             | Blacktail, Idaho                                              | 1,500       | La primera de diverses erupcions del camp volcànic de Heise | [ 22 ]              |
| Caldera Emory—Toba de Kneeling Nun                                        | 33              | Southwestern Nou Mèxic                                        | 1,310       | | [ 25 ]              |
| Toba de Timber Mountain                                                   | 11.6            | Sud-ost de Nevada                                             | 1,200       | La tova també inclou 900 km cúbics de tova d'un segon membre | [ 26 ]              |
| Tova de Paintbrush (Topopah Spring Member)                                | 12.8            | Sud-oest de Nevada                                            | 1,200       | Relacionat amb uns 1000 km cúbics de tova (Tiva Canyon Member) com un altre membre de la tova de Paintbrush | [ 26 ]              |
| Tova de Bachelor—Carpenter Ridge                                          | 28              | Camp volcànic de San Juan                                     | 1,200       | Part d'almenys 20 grans erupcions formadores de cambres magmàtiques al camp volcànic de San Juan i zona propera que es formà fa uns 26 a 35 Ma | [ 11 ]              |
| Tova de Bursum—Apache Springs                                             | 28.5            | Sud de Nou Mèxic                                              | 1,200       | Relacionat amb 1050 km cúbics de tova, de la tova del Canó de Bloodgood | [ 27 ]              |
| Volcà Taupo—erupció de l'Oruanui                                          | 0.027           | Zona volcànica de Taupo, Nova Zelandia                        | 1,170       | L'erupción VEI 8 més recent | [ 28 ]              |
| Ignimbrita de Huaylillas                                                  | 15              | Bolívia                                                       | 1,100       | Anterior a la meitat del procés ascencional dels Andes centrals | [ 29 ]              |
| Tova de Bursum—Bloodgood Canyon                                           | 28.5            | Sud de Nou Mèxic                                              | 1,050       | Relacionat amb els 1200 km cúbics de tova que pertanyen a la formació de tova d'Apache Springs | [ 27 ]              |
| Yellowstone—Lava Creek Tuff                                               | 0.639           | Yellowstone hotspot                                           | 1,000       | Última gran erupció al Parc Nacional de Yellowstone | [ 30 ]              |
| Turó de Galan                                                             | 2.2             | Catamarca, Argentina                                          | 1,000       | La cambra el·líptica té ~35 km d'amplada | [ 31 ]              |
| Tova de Paintbrush (Tiva Canyon Member)                                   | 12.7            | Sud-oest de Nevada                                            | 1,000       | Relacionada amb 1200 km cúbics de tova (Topopah Spring Member) com un altre membre de la tova de Paintbrush | [ 26 ]              |
| Tova de San Juan—Sapinero Mesa                                            | 28              | Camp volcànic de San Juan                                     | 1,000       | Part d'almenys 20 grans erupcions formadores de cambres al camp volcànic de San Juan i zona propera que es formà fa uns 26 a 35 Ma | [ 11 ]              |
| Tova d'Uncompahgre—Dillon & Sapinero Mesa                                 | 28.1            | Camp volcànic de San Juan                                     | 1,000       | Part d'almenys 20 grans erupcions formadores de cambres al camp volcànic de San Juan i zona propera que es formà fa uns 26 a 35 Ma | [ 11 ]              |
| Platoro—Chiquito Peak tuff                                                | 28.2            | Camp volcànic de San Juan                                     | 1,000       | Part d'almenys 20 grans erupcions formadores de cambres al camp volcànic de San Juan i zona propera que es formà fa uns 26 a 35 Ma | [ 11 ]              |
| Mont Princeton—Wall Mountain tuff                                         | 35.3            | Àrea volcànica de Thirtynine Mile Colorado                    | 1,000       | Va ajudar a formar les característiques excepcionals del Monument Nacional de Florissant Fossil Beds | [ 32 ]              |